# Victor Lamy
Pour les articles homonymes, voir Lamy.
Victor Lamy, né le 6 juillet 1980, est un céiste français de slalom. 
Aux Championnats du monde 2005 à Penrith, il est médaillé de bronze en canoë biplace (C2) par équipe.